# مستشفى غزة للعيون
مستشفى غزة للعيون هو مستشفى حكومي متخصص بتقديم خدمات طب وجراحة العيون في قطاع غزة، وتبلغ القدرة السريرية الإجمالية له 40 سرير، يقع في حي النصر غرب تقاطع شارع العيون مع شارع النصر، وقد انشئ في العام 1965م على مساحة 3600م2، وهو المستشفى المرجعي والوحيد لطب 
وجراحة العيون في القطاع ويخدم جميع المناطق الممتدة من بيت حانون حتي مدينة رفح, ملكية الأرض والمبنى هي حكومية تابعة لوزارة الصحة الفلسطينية، يقع المستشفى في المنطقة الشمالية الغربية لمدينة غزة، علي شارع العيون متفرع من شارع النصر, وهو من الشوارع الرئيسية في المحافظة، تحيط بالمستشفى ثلاثة مستشفيات اخرى، وقد انشئ مستشفى العيون في العام 1965 على مساحة 3600م2، يتكون المجمع من عدة ابنية، الابنية تتكون من طابقين، ويخدم منطقة قطاع غزة
يوجد داخل المستشفى موقف للسيارات يحوي 20 موقف سيارة للموظفين ولعموم الناس، يضم المستشفى أربعة أقسام داخلية رئيسة وهي قسم النساء، قسم الرجال، قسم الرعاية اليومية، قسم العمليات، إضافة للاقسام الطبية المساندة، الإندكس- الصيدلة- المخزن- الإدارة والحاسوب- الليزر- البصريات- العيادة الخارجية- الطوارئ.
يوجد بالمستشفى العيادات التخصصية تشمل البصريات والحول والأجهزة التشخيصية.
عدد الغرف المخصصة للمرضى في المستشفى 19 غرفة.